# Johan Friele
Johan Mohr Friele (ur. 29 listopada 1866 w Bergen, zm. 1 października 1927 tamże) – norweski żeglarz, olimpijczyk, zdobywca złotego medalu w regatach na Letnich Igrzyskach Olimpijskich w 1920 roku w Antwerpii.
Na Letnich Igrzyskach Olimpijskich 1920 zdobył złoto w żeglarskiej klasie 12 metrów (formuła 1919). Załogę jachtu Heira II tworzyli również Olaf Ørvig, Erik Ørvig, Thor Ørvig, Arthur Allers, Christen Wiese, Martin Borthen, Egill Reimers i Kaspar Hassel.
Był lekarzem, chirurgiem i ginekologiem. Praktykował na Lofotach, a od 1884 w Bergen.